# Giovanni Battista Passeri
Giovanni Battista Passeri, född 1610 i Rom, död där 22 april 1679, var en italiensk målare under barockepoken. Han var elev till Domenichino. År 1638 blev han ledamot av Accademia di San Luca och år 1641 ledamot av Accademia dei Virtuosi al Pantheon. Passeri målade bland annat genrebilder och stilleben.
Passeri är känd för att ha skrivit ett verk om målare, skulptörer och arkitekter – Vite de' pittori, scultori ed architetti che anno lavorato in Roma, morti dal 1641 fino al 1673, publicerat år 1772.
Vite de' pittori, scultori ed architetti
| - Guido Ubaldo Abatini - Francesco Albani - Alessandro Algardi - Vincenzo Armanno - Francesco Baratta - Giovanni Francesco Barbieri - Pietro Berettini da Cortona - Francesco Boromino - Giambattista Calandra | - Andrea Camassei - Giovanni Angelo Canini - Angelo Caroselli - Michelangelo Cerquozzi - Baccio Ciarpi - Domenichino - Francesco Fiammingo - Giuliano Finelli - Giovanni Francesco Fiori | - Luigi Gentile - Caterina Ginnasi - Giovanni Lanfranco - Martino Lunghi - Giovanni Miele - Agostino Mitelli - Francesco Mochi - Pier Francesco Mola - Giuseppe Peroni | - Nicolo Poussino - Girolamo Rainaldi - Guido Reni - Giovanni Francesco Romanelli - Salvator Rosa - Andrea Sacchi - Agostino Tassi - Pietro Testa - Alessandro Turco - Pietro Wander (Il Bamboccio) |

Giovanni Battista Passeri dog år 1679 och begravdes i kyrkan Santa Maria in Via Lata. Hans brorson Giuseppe Passeri var elev till Carlo Maratta.

## Bilder
| - Musicerande sällskap i trädgård. - Anatomisk teckning. |